# Jörg Balke
Jörg Balke (ur. 23 marca 1936 w Spandau, zm. 5 marca 2012 w Unnie) – niemiecki lekkoatleta, średniodystansowiec, z zawodu był policjantem.

## Kariera sportowa

### Początki
Początkowo uprawiał wioślarstwo.

### Igrzyska olimpijskie
W 1960 wystartował na igrzyskach olimpijskich w biegu na 800 m. W pierwszej rundzie zajął 2. miejsce w swoim biegu eliminacyjnym z czasem 1:53,6 s i przeszedł do ćwierćfinału. Tam był 3. w swoim biegu z czasem 1:48,8 s, co pozwoliło mu awansować do półfinału, w którym odpadł, plasując się na 4. pozycji w swoim biegu z czasem 1:47,5 s.

### Mistrzostwa Niemiec
Czterokrotny medalista mistrzostw Niemiec na 800 m. W 1960 wywalczył srebro, a w 1961, 1963 i 1965 zdobywał brąz. Jest również pięciokrotnym medalistą halowych mistrzostw kraju na tym dystansie. W 1962 zwyciężył z czasem 1:52,8 s, w 1963 wywalczył brąz, w 1964 ponownie został mistrzem z czasem 1:56,4 s, w 1965 zdobył tytuł wicemistrza, a w 1967 po raz kolejny wywalczył mistrzostwo z czasem 1:53,0 s. Kilkakrotnie wygrywał również w sztafecie 3×1000 m.

### Rekordy życiowe
Na podstawie
- 400 m – 48,1 s (1961)
- 800 m – 1:47,1 s (1960)
- 800 m (hala) – 1:48,6 s (1965)[a]
- 1000 m – 2:21,6 s (1965)
- 1500 m – 3:45,0 s (1960)

## Losy po zakończeniu kariery
Po zakończeniu kariery pracował w Nationale Anti-Doping-Agentur (Krajowej Agencji Antydopingowej).

## Życie prywatne
Żonaty z Rosi Klute, również biegaczką średniodystansową. Miał z nią córkę Tinę, która także uprawiała lekkoatletykę. Był teściem Olafa Hense. Doczekał się dwóch wnuczek – Anny i Zayi.